# Alegeri generale în România, 1990
Primul test electoral din istoria post comunistă a României a fost reprezentat de alegerile generale din 20 mai 1990, care s-a desfășurat pe baza decretului CPUN nr. 92 din 14 martie 1990 privind alegerea Parlamentului și a Președintelui României. Decretul stabilea că Parlamentul va fi ales prin vot proporțional, pe liste de partid, fără existența unui prag electoral. Astfel a fost posibilă intrarea în Parlament a nu mai puțin de 27 de formațiuni politice la Camera Deputaților (între care 11 aparținând unor minorități naționale) și 7 la Senat. Cu toate acestea, s-a manifestat un dezechilibru accentuat între câștigătorul FSN (67,53 % din mandate) si celelalte formațiuni. Doar UDMR și PNL mai dețineau o anumită pondere parlamentară de câte 7,34 % fiecare.